# Universidad de Le Havre
La Universidad de Le Havre (en francés: Université Le Havre Normandie) es una universidad francesa en situada en la ciudad del mismo nombre, inaugurada oficialmente en 1984 por el entonces primer ministro Francés Laurent Fabius. Había funcionado como Centro de Estudios Universitarios desde 1967, dependiente de la Universidad de Ruan. 
La universidad ofrece diversos estudios de formación profesional, dentro de los programas del Instituto Universitario de Tecnología de Francia, hacia los que se orienta especialmente y para lo que cuenta con el apoyo de las empresas en el valle del Sena. 
Actualmente, unos 7 700 estudiantes están matriculados en alguno de los tres campus: Lebon, Frissard y Caucriauville. El presupuesto de la universidad en 2010 ascendió a 69 millones de euros.